# Edgar M. Marcus
Edgar M. Marcus (* 18. September 1945) ist ein deutscher Schauspieler.

## Leben
Edgar Marcus besuchte das Internat auf Schloss Salem und machte anschließend in Köln eine Ausbildung zum Fotografiker. Von 1966 bis 1970 absolvierte er das Wiener Max Reinhardt Seminar und hatte Festengagements am Landestheater Coburg sowie den Theatern in Augsburg, Lübeck und Baden-Baden. Er gastierte ferner bei den Salzburger Festspielen, den Gandersheimer Domfestspielen und den Kreuzgangspielen Feuchtwangen und war mit der Bühne 64 auf Tournee.
Am Theater Baden-Baden spielte Edgar Marcus unter anderem in Das Fest nach dem gleichnamigen Filmerfolg des dänischen Regisseurs Thomas Vinterberg, in der Musicalfassung des Billy-Wilder-Films Manche mögen's heiß und in Die Katze auf dem heißen Blechdach von Tennessee Williams.
Einem Millionenpublikum bekannt ist Edgar Marcus vor allem als Franz Faller, dem sogenannten „J. R. Ewing des Schwarzwalds“, in der Serie Die Fallers – Die SWR Schwarzwaldserie, den er seit der ersten im September 1994 ausgestrahlten Folge verkörpert. Gastrollen spielte er außerdem in Serien wie Ein Fall für zwei, Die Wache oder in SOKO Stuttgart.

## Filmografie
- 1988: Großstadtrevier (Fernsehserie, Folge: Das Tagebuch)
- 1989: Der Landarzt (Fernsehserie, Folge: Guter Rat ist teuer)
- seit 1994: Die Fallers – Die SWR Schwarzwaldserie (Fernsehserie)
- 1996–1998: Die Wache (Fernsehserie, 2 Folgen, verschiedene Rollen)
- 1996: Hallo, Onkel Doc! (Fernsehserie, Folge: Doppelgänger)
- 1997: Lindenstraße (Fernsehserie, Folge 581: Anwälte)
- 1997: Nur für eine Nacht
- 1997: Der Fischerkrieg
- 1997: Coming In
- 1998: Ärzte (Fernsehreihe, 1 Folge)
- 2002–2005: Ein Fall für zwei (Fernsehserie, 2 Folgen, verschiedene Rollen)
- 2004: Unser Pappa – Herzenswünsche
- 2004: Die Kommissarin (Fernsehserie, Folge: Gott in Weiß)
- 2005: Meine Schwester und ich
- 2010: SOKO Stuttgart (Fernsehserie, Folge: Stallorder)
- 2010: Tatort – Bluthochzeit (Fernsehreihe)
- 2010: Vom Ende der Liebe

## Hörspiele
- 2013: Die Manon Lescaut von Turdej – Autor: Wsewolod Petrow – Regie: Beate Andres